# Rústico (gastronomía)

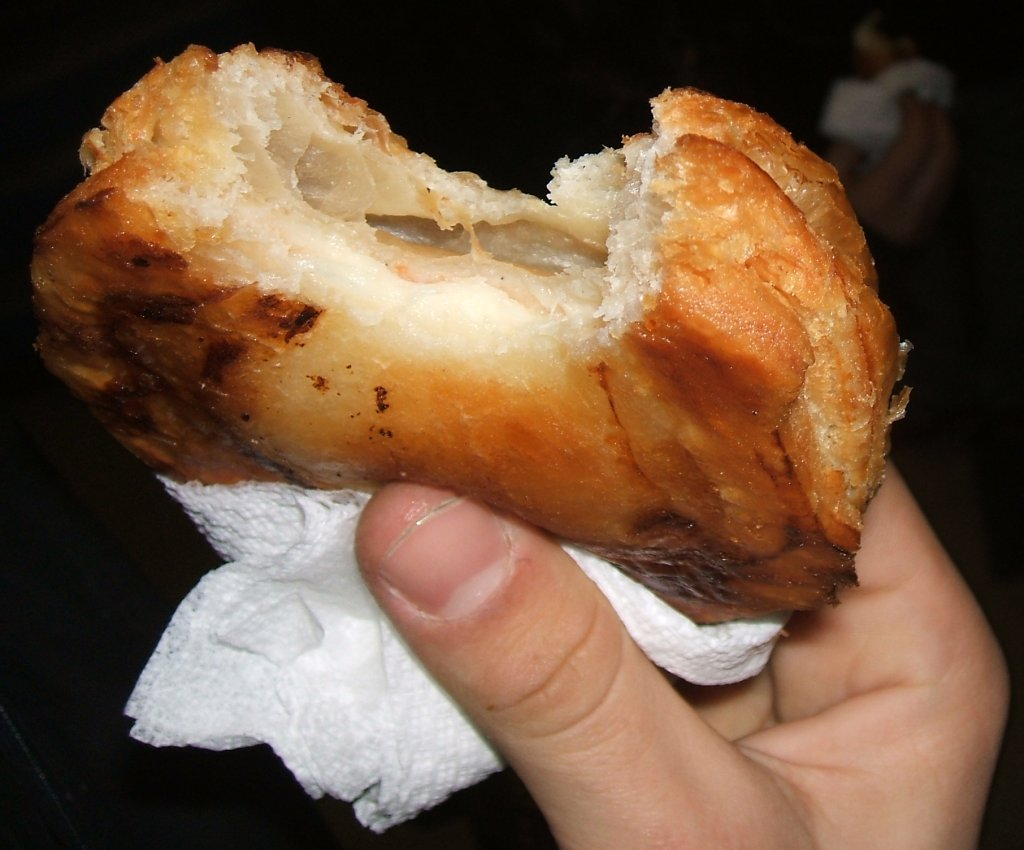
Rústico salentino

El rústico forma parte de la tradición gastronómica del Salento , en el sudeste de la región italiana de Apulia , donde se puede encontrar en todas las panaderías, bares o asadores.
Se prepara utilizando dos discos de hojaldre de aproximadamente 10 cm de diámetro el inferior y 12 el superior, a los que se añade un relleno de mozzarella, salsa bechamel, tomate y sovente pimienta y nuez moscata; se cepilla con huevo y se cuece en el horno. Para obtener un mejor rendimiento del hojaldre el rústico debe mantenerse en la nevera por una hora antes de la cocción.
El rústico no procede de la cocina campesina (como muchas otras especialidades del Salento) porque en aquella época no era fácil encontrar ingredientes como la salsa bechamel y el hojaldre. Es más probable que la receta proceda de los círculos aristocráticos de la segunda mitad del 1700, después de la difusión de la salsa bechamel .
Se debe comer cuando es muy caliente para apreciar mejor el sabor y el hilar de la mozzarella. En Salento se usa como tentempié a media mañana o por la tarde, tanto en verano como en invierno.
Hay algunas variaciones de la receta, como los que se preparan con espinacas y queso ricotta o con espinacas y mozzarella, pero son menos conocidos. Es incluido en el elenco nacional de los productos agroalimentarios tradicionales italianos,  elaborado por el Ministerio italiano de las políticas agrícolas alimentarias y forestales.